# الجمهورية العربية اليمنية
الجمهورية العربية اليمنية هو الاسم الذي كان يطلق على الجمهورية التي قامت في شمال اليمن بعد الثورة اليمنية في 1962. قامت الجمهورية على أنقاض المملكة المتوكلية اليمنية بعد قيام الثورة اليمنية في 26 سبتمبر 1962 بقيادة المشير عبد الله السلال الذي كان حينها قائداً لحرس ولى العهد محمد البدر في المملكة والذي أصبح أول رئيس للجمهورية.
كَثُرت الانقلابات والاغتيالات في الجمهورية العربية اليمنية، وقد شهدت الجمهورية استقرار نسبي بعد تولي الرئيس علي عبد الله صالح الحكم خلفاً للرئيس أحمد حسين الغشمي الذي اغتيل في عام 1978 بعد ثمانية أشهر فقط من اغتيال سلفه الرئيس ابراهيم الحمدي. توحدت الجمهورية العربية اليمنية مع جمهورية اليمن الديمقراطية الشعبية في 22 مايو 1990.

## نبذة
في صبيحة يوم الخميس 26 سبتمبر 1962م تم الإعلان في صنعاء عن قيام ثورة 26 سبتمبر اليمنية، وتأسيس الجمهورية العربية اليمنية، حيث تحركت فرق من الجيش بقيادة تنظيم الضباط الأحرار نحو المواقع الرئيسية والحساسة في العاصمة صنعاء، وقامت بالسيطرة عليها، فيما هاجمت مجموعة أخرى قصر البشائر حيث يوجد الإمام البدر، والذي تمكن من الفرار إلى خارج العاصمة وقام من هناك بحشد رجال القبائل الموالية له وتجنيد المرتزقة الأجانب ضد الثورة والجمهورية.
تلقت الثورة دعماً سياسياً وعسكرياً من الجمهورية العربية المتحدة (مصر) والتي أرسلت فرقاً من الجيش المصري لحماية الثورة والجمهورية، فيما تدخلت بعض الدول الأجنبية إلى جانب الملكية ومنها السعودية والأردن وبريطانيا وإسرائيل. وفي العام التالي اندلعت من جبال ردفان ثورة 14 أكتوبر ضد الاستعمار البريطاني وأعوانه، وفي 28-11-1967م، بدأ حصار السبعين للعاصمة صنعاء من قبل فلول الملكية والقوى المعادية للثورة، وفي الجانب الآخر من اليمن حققت الثورة انتصارها باستقلال الجنوب اليمني بعد يومين من بدء حصار صنعاء. وبعد انتصار الثورة وفك الحصار عن صنعاء، بدأت ملامح مرحلة جديدة من العلاقات بين شطري اليمن مَثـَّلَ الخلاف طابعها العام. وخلال الفترة بين 1967-1990م خاض الشطران حربين فيما بينهما إلى جانب عدد من الاشتباكات العسكرية على الحدود، إضافةً إلى توقيع عدد من الاتفاقيات الوحدوية، والتي كان أولها اتفاق القاهرة 1972، وآخرها اتفاقية عدن 1989 في 30-11-1989م. وخلال الفترة المشار إليها عانت الجمهورية العربية اليمنية لعدد من الهزات السياسية وخاصة عند اغتيال الرئيس إبراهيم الحمدي، واغتيال الرئيس أحمد حسين الغشمي بعد ثمانية أشهر. كما عانت من التمردات المسلحة في المناطق الوسطى في مطلع ثمانينات القرن الماضي. وعلى الرغم من ذلك تواصلت الجهود الوحدوية مع القيادات في الجنوب، وتوجت جهود الطرفين بإعلان الوحدة اليمنية في مدينة عدن 22-5-1990م، وقيام الجمهورية اليمنية وعاصمتها السياسية صنعاء.

## الجيش

### جيش الثورة

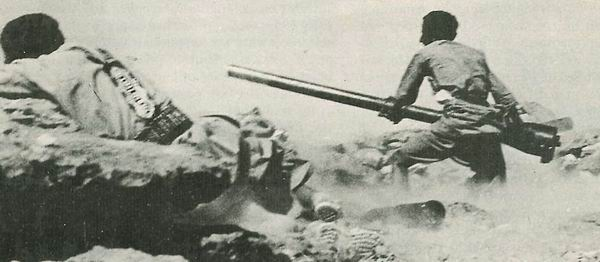
القتال خلال ثورة 26 سبتمبر

جنود مؤيدون للجمهوريين شاركوا في معارك نقيل يسلح أثناء حصار صنعاء.

في الشمال اليمني كان مسار التطور التاريخي للجيش مختلفا إلى حد كبير عما حدث في الجنوب، فقد ورث الحكم الجمهوري الذي استولى على السلطة في ثورة 26 سبتمبر 1962 هياكل إسمية للدولة وأجهزتها، وكان الجيش إحدى تلك المسميات الهشة، ثم عملت أحداث الحرب الأهلية بين الملكيين والجمهوريين (1962-1970) على إبطاء عملية بنائه بطريقة صحيحة، وظل محكوما بقوى النفوذ القبلي والعسكري ومخترقًا من أكثر من جهة حزبية، الأمر الذي جعله يفتقد وحدة القيادة ووحدة العقيدة القتالية، على العكس مما كان موجودا في الجنوب.
انعكست حالة عدم الاستقرار السياسي والتنازع على السلطة على الجيش، خاصة بعد اغتيال الرئيس السابق إبراهيم الحمدي في 1974، وتمرد قطاعات مهمة منه أهمها قوات العمالقة ضد الرئيس السابق أحمد الغشمي، وصولا إلى الانقلاب الناصري العسكري في أكتوبر 1978 والذي رغم فشله فإنه زاد من حالة الانقسام والتدهور في الجيش، حتى وصل إلى أسوأ مراحله في حرب 1979 اليمنية مع الماركسيين في الجنوب، عندما انكشف ضعفه وسوء أوضاعه، وعجزه عن الدفاع عن أراضيه.
من المفارقات المثيرة أن حرب 1979 اليمنية كانت حدا فاصلا في تاريخ جيشي اليمن فيما يتعلق بمراحل القوة والضعف، فالجيش في الجنوب بدأ يعاني في ثمانينيات القرن الماضي من مرحلة تدهور في وحدته وجاهزيته القتالية بسبب تصاعد الصراعات الدامية داخل الحزب الاشتراكي الحاكم في عدن.
منذ قيام ثورة 26 سبتمبر تعددت أشكال مشاركة الجيش في الحياة السياسية فقد كان تنظيم الضباط الأحرار هو من قام بالثورة، وأوصل أحد كبار ضباط الجيش "المشير عبد الله السلال إلى السلطة، وظل - إلى جانب الجيش المصري الموجود في اليمن - يدعم نظام حكمه حتى تم إقصاؤه بانقلاب نوفمبر 1967.

### فترة السلال

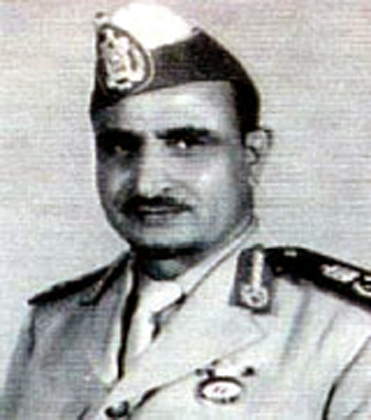
عبد الله السلال أول رئيس للجمهورية العربية اليمنية (26 سبتمبر 1962 - 5 نوفمبر 1967)

كتيبة دبابات تي-34 تابعة للجمهوريين 1967

كان الهدف الثاني من أهداف الثورة السبتمبرية «بناء جيش وطني قوي لحماية البلاد وحراسة الثورة ومكاسبها» من أهم أهداف الثورة. لم يكن هناك ثمة مجال للعمل على إعادة تنظيم «الجيش المظفر» و«الجيش الدفاعي» الموروثَين من العهد الملكي، فأوضاعهما كانت تعاني من تدهور إداري وعسكري لا تسمح له بخوض حرب تقودها وتمولها وتعد لها قوى إقليمية ودولية بإمكانيات حديثة وأسلوب معاصر جمع بين الحرب النظامية وحرب العصابات، فاضطرت القيادة الثورية للزج بهما في المعارك بكل تشكيلاتها منذ بداية الثورة والعمل على إنشاء الجيش اليمني الحديث القادر على مواجهة الأعداء بكفاءة واقتدار بالأدوات والأساليب القتالية المعاصرة.
فُتحت أبواب التجنيد العام للتطوع في القوات المسلحة في كل المحافظات، وفُتحت لذلك الغرض معسكرات الاستقبال ومراكز التدريب، وبوشر إعداد النواة الأولى للجيش الثوري المعاصر بشكل ومضمون ثوريين معاصرين.
لعب المصريون في عملية بناء الجيش الوطني الحديث دورًا مشهودًا، سواء من خلال إحضار الكوادر المتخصصة المتمثلة في «هيئة الخبراء العرب» للمشاركة الفعالة في إعداد وبناء الجيش اليمني في الداخل، أو من خلال فتح أبواب الكليات والمعاهد ومراكز التدريب وهيئات التخصص العسكرية في الجمهورية العربية المتحدة لمنتسبي القوات المسلحة الثورية الجديدة، حيث تم تدريب وإعداد أربع ألوية مشاة كاملة التشكيل في معسكرات وهيئات الجيش المصري، وهي كالتالي (لواء الثورة - الكتيبة الأولى من لواء النصر - لواء الوحدة - لواء العروبة)
مع حلول منتصف مارس 1966، بعد أن عاد من ميادين التدريب في الجمهورية العربية المتحدة آخر لواء مشاة تم إرساله إلى هناك، ونعني به «لواء العروبة»، فإنه قد كانت في الميدان النواة الأولى للجيش اليمني الثوري المعاصر.
وفي ظل الاضطرابات والفوضى التي شهدتها العديد من ميادين القتال، بسبب غياب القيادة العسكرية الموحدة، فإن الخطوة الأولى لقيادة الثورة قد تمثلت في تشكيل قيادة موحدة للجيش تمثلت في «هيئة أركان حرب القوات المسلحة ورئاستها»، فتم إنشاء الهيئات القيادية التالية:
1. هيئة العمليات الحربية برئاسة النقيب عبد اللطيف ضيف الله وزير الداخلية.
2. هيئة إدارة الجيش.
3. هيئة الإمداد والتموين.
4. هيئة التسليح العسكري العام.

قد كانت هيئة العمليات الحربية هي أعلى سلطة عسكرية، بعد القائد الأعلى للقوات المسلحة عبد الله السلال، بعد الثورة، وقد كانت من أولى إجراءات القيادة، إعادة فتح الكلية الحربية وكلية الشرطة، وافتتاح معهد عسكري في مدينة تعز هو المركز الحربي الذي تولى تأهيل الضباط في مختلف التخصصات، بخبرات سوفياتية في الغالب.
من أول ما قامت به الهيئة، صياغة هيكل تنظيمي جديد لقيادة القوات المسلحة، كان على رأسه القائد العام للقوات المسلحة، يليه رئيس هيئة أركان حرب القوات المسلحة والفروع التابعة له. وقد تم إعداد الهيكل التنظيمي العام للقيادة العامة للقوات المسلحة ورئاسة الأركان، والهياكل التنظيمية للفروع، وتحديد مهامها وواجباتها، وتعيين قياداتها. وعُيِّن المُقدم «حمود بيدر» رئيسا لأركان حرب القوات المسلحة. وكان قد عُيِن في هذا المنصب من قبله، لفترة زمنية قصيرة، العميد «أحمد الآنسي». أما القائد العام للقوات المسلحة فقد كان العميد عبد الله السلال.
ثم تقرر إعادة تنظيم القوات المسلحة لتكون على النحو التالي (سلاح المشاة ويضم كل ألوية المشاة - سلاح المدفعية - سلاح المدرعات - سلاح الطيران - سلاح البحرية - سلاح المهندسين - سلاح الإشارة) واستمر البناء العسكري في إطار هذه التشكيلات في الجمهورية الأولى حتى بداية العام 1967، حيث شُكِّل لواء جديد أطلق عليه حينها اسم «اللواء العشرين حرس جمهوري»، وعُيِّن المقدم طاهر الشهاري قائداً له.

### فترة الإرياني

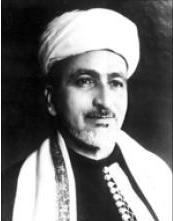
عبد الرحمن الأرياني ثاني رئيس للجمهورية العربية اليمنية (5 نوفمبر 1967 - 13 يونيو 1974)

بعد انقلاب 5 نوفمبر 1967 على الرئيس عبد الله السلال وصعود الرئيس عبد الرحمن الإرياني، غلب الطابع المدني مع سمات النظام البرلماني على الطابع العسكري وتراجع نسبياً دور الجيش في الحياة السياسية، وأجريت العديد من التعديلات والاستحداثات في الجيش فتغيرت تسمية «اللواء العشرين حرس جمهوري» إلى اللواء العاشر مشاة، وفي نفس الوقت، تم إنشاء القوات الجوية اليمنية، وكان للاتحاد السوفيتي دور مشهود في سرعة تزويد هذه القوة الجديدة بعدد من الطائرات المقاتلة والقاذفة والنقل والطائرات المروحية، كما تم تزويد القوات البحرية بعدد من القطع البحرية متعددة الأنواع والأغراض لتتولى حماية المياه الإقليمية والسواحل اليمنية. تبع ذلك، عقب انتصار القوى الجمهورية، وحصار القوى الملكية لصنعاء الشهير بحصار السبعين، تشكيل لواء العاصفة في منطقة السخنة في الحديدة بقيادة العقيد علي سيف الخولاني، وتم نقله إلى صنعاء في أوائل 1968.
وتشكلت وحدات عسكرية جديدة هي لواء العمالقة ولواء المغاوير ولواء الاحتياط ولواء أمن القيادة.
دخل العسكريون طرفاً في معارك السياسة ابتداء من الصراع حول إنشاء المجلس الوطني ، حيث قدمت قيادة القوات المسلحة ما عرف بقرارات تصحيح للقوات المسلحة في 1971، والذي شكل بداية انقسام حقيقي في السلطة  وبشكل خاص الخلاف بين مجلس الشورى الذي يسيطر عليه كبار شيوخ القبائل ب93 مقعداً من أصل 159 مقعد ، مثلت القرارات رد فعل المؤسسة العسكرية تجاه الوضع السياسي والاقتصادي السائد في مطلع السبعينات الذي اتسم بالفساد وانتشار الرشوة وهيمنة القبيلة على مؤسسات الدولة، وطالب ضباط التصحيح بإيقاف الأموال التي تقدمها الدولة لمشائخ القبائل، وتنقية مجلس الشورى من العناصر التي تسللت إليه، في أغسطس 1971 استقالت الحكومة وبرر رئيس الوزراء أحمد محمد نعمان استقالة الحكومة لعدم قدرتها على الوفاء بالتزاماتها بسبب استنزاف شيوخ القبائل لميزانية الدولة 
في أكتوبر عام 1972 قامت معارك قصيرة بين الدولتين الجمهورية العربية اليمنية «في الشمال» وجمهورية اليمن الديمقراطية الشعبية «في الجنوب»، توقفت باتفاق القاهرة في 28 أكتوبر من نفس العام  واتفقوا على عدة خطوات تأسيسية للوحدة تم إلغاء الاتفاقية من قبل شمال اليمن لمخاوف من نهج الاشتراكية المتبع في الجنوب ، في ديسمبر 1972 استقالة حكومة محسن العيني بسبب مطالبه التي لم يستجاب لها وهي حل مجلس الشورى الذي يهيمن عليه المشائخ وحل مصلحة شؤون القبائل ووقف ميزانية المشائخ. أما شيوخ القبائل فقد حملوا المجلس الجمهوري ورئيسة القاضي عبد الرحمن الإرياني مسؤولية ما آلت إليه أوضاع البلاد.
كانت الأجواء السياسية في صنعاء 1973 شديدة التوتر، وقد وقف عدد من العسكريين إلى جانب شيوخ قبائل ضد رئيس المجلس الجمهوري القاضي عبد الرحمن الإرياني وقد أجبر على تقديم استقالته في 13 يونيو 1974 إلى رئيس مجلس الشورى عبد الله بن حسين الأحمر الذي أحالها مرفقة باستقالته إلى القوات المسلحة، وتولى السلطة مجلس عسكري مكون من سبعة عقداء برئاسة المقدم إبراهيم الحمدي.

### فترة الحمدي

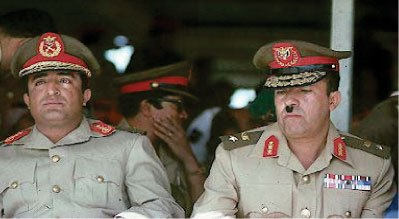
إبراهيم محمد الحمدي (يسار) ثالث رئيس للجمهورية العربية اليمنية مع أحمد الغشمي الذي تولى رئاسة البلاد عقب اغتيال الحمدي

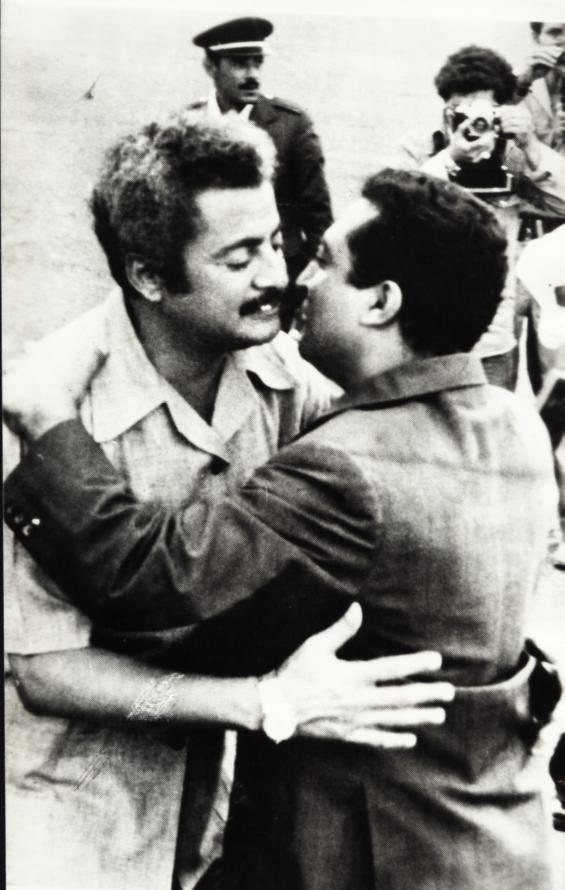
الرئيسين إبراهيم الحمدي وسالم ربيَّع علي (سالمين) رئيس اليمن الجنوبي

قاد إبراهيم محمد الحمدي انقلاب أبيض سمي ب«حركة 13 يونيو التصحيحية» لينهي حكم الرئيس عبد الرحمن الإرياني والذي كان الرئيس المدني الوحيد من حكام اليمن  وصعد المقدم إبراهيم الحمدي للحكم برئاسة مجلس قيادة البلاد وكان الحمدي ناصري الميول ، ومنذ ذلك الوقت اتسع الدور الذي يلعبه الجيش في النظام السياسي والحياة العامة، وعاد تدخل الجيش في الحياة السياسية بل وكان الحكم العسكري هو سمة النظام السياسي. بحكم أن الغشمي كان أحد مدبري الانقلاب ومن المقربين من إبراهيم الحمدي حينها، عُين الغشمي مشيرا في القوات المسلحة فقام هو بدوره بتعيين علي عبد الله صالح حاكماً عسكرياً على تعز برتبة رائد.
ألغى الحمدي «وزارة شئون القبائل» باعتبارها معوقاً للتنمية الاقتصادية والاجتماعية، وتحولت إلى إدارة خاصة تحت مسمى «الإدارة المحلية» تقدم الاستشارة. وأجرى إعادة تنظيم واسعة للقوات المسلحة منذ 1975، فاستبدل الحمدي العديد من القادة العسكريين خاصة ممن يحملون صفة «شيخ قبلي»، بقادة موالين لتوجه الحركة التصحيحية التي يقودها الرئيس الجديد الحمدي، وأعاد بناء القوات المسلحة بشكل جديد حيث تم دمج العديد من الوحدات لتتشكل القوات المسلحة من أربع قوى رئيسة على النحو التالي:
1. قوات العمالقة: تشكلت من دمج لواء العمالقة والوحدات النظامية، كقوة عسكرية ضاربة في محافظة ذمار مهمتها تأمين حماية النظام وجعل على رأسها شقيقه عبد الله الحمدي.
2. قوات المظلات: تشكلت من سلاح الصاعقة وسلاح المظلات ولواء المغاوير والتي كان يترأسها عبد الله عبد العالم (عضو مجلس القيادة الدولة ونائب رئيس الجمهورية من عام 1974 إلى عام 1977).
3. قوات الاحتياط العام: تشكلت من دمج لواء العاصفة ولواء الاحتياط.
4. قوات الشرطة العسكرية: تشكلت من سلاح الشرطة العسكرية وأمن القيادة.

تقارب الحمدي مع النظام الاشتراكي في جنوب اليمن، وفي خطوات السير نحو الوحدة، عقدت «اتفاقية قعطبة» في فبراير 1977 نصت على تشكيل مجلس من الرئيسين إبراهيم الحمدي وسالم ربيع علي لبحث ومتابعة كافّة القضايا الحدودية التي تهم الشعب اليمني الواحد وتنسيق الجهود في كافة المجالات بما في ذلك السياسة الخارجية
اغتيل إبراهيم مع شقيقه عبد الله الحمدي قائد قوات العمالقة في 11 أكتوبر 1977 بعد 3 أعوام من رئاسته للبلاد، وصعد بعده أحمد الغشمي  والذي اغتيل أيضاً في أقل من عام من وصولة للرئاسة.

### فترة الغشمي

أحمد حسين الغشمي رابع رئيس للجمهورية العربية (أكتوبر 1977 - يونيو 1978)

تولى الغشمي رئاسة الجمهورية العربية اليمنية عقب اغتيال الحمدي ولم تمض ثمانية شهور حتى أُغتيل الرئيس الجديد في 24 يونيو 1978 بحقيبة مفخخة لا يُعرف مصدرها على وجه التحديد إلا أن تكهنات تشير بضلوع جمهورية اليمن الديمقراطية الشعبية في الحادث انتقاماً للحمدي والذي كان متوافقا مع رؤيتهم لحد كبير
بعد مقتل الغشمي تولى عبد الكريم العرشي رئاسة الجمهورية مؤقتا ولم تكن القيادات العسكرية واثقة في علي عبد الله صالح، فتاريخه العلمي والعسكري ضئيل للغاية ويقول سنان أبو لحوم شيخ مشايخ بكيل أن علي عبد الله صالح تمكن من إقناع القيادات القبلية بقدرته على الرئاسة وتم له ما أراد في 17 يوليو عام 1978  وسبب دعم القوى القبلية له يعود لإيمانها أن انعدام خبرة صالح العسكرية ستجعله يتفق مع رؤيتهم وكذلك ضعف وهوان القبيلة التي ينتمي إليها صالح وهي سنحان جعلتهم يتصورون أنه سيقف موقف الحياد من جميع القبائل ولن يغلب مصلحة قبيلة على أخرى فعلي عبد الله صالح حاشدي بالحلف فقط وأصوله من مذحج ولا وزن لعائلته ولا قبيلته في ذلك الاتحاد

### فترة علي عبد الله صالح

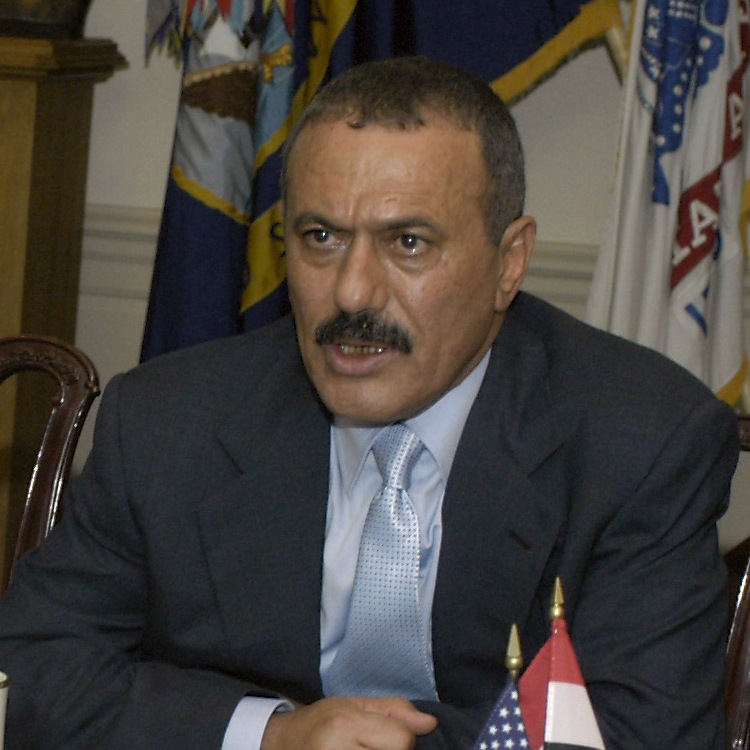
علي عبد الله صالح سادس رئيس للجمهورية العربية وأول رئيس للجمهورية اليمنية بعد الوحدة، وترأس اليمن لمدة 33 عامًا (يونيو 1978 - فبراير 2012)

بعد أقل شهر من مقتل الغشمي، أصبح علي عبد الله صالح عضو مجلس الرئاسة رئيس الجمهورية العربية اليمنية بعد أن انتخبه مجلس الرئاسة بالإجماع ليكون الرئيس والقائد الأعلى للقوات المسلحة اليمنية.
كان تأثير المؤسسة العسكرية واضح في إيصال صالح إلى السلطة حيث تم اختياره في مقر القيادة العامة للجيش قبل ترشيحه وانتخابه، جاء الرئيس إلى السلطة على أساس خلفيته العسكرية، إذ كان قد عينه أحمد الغشمي حاكما عسكريا على تعز برتبة رائد ، وهو الأمر الذي كان مطلوباً، حيث أن احتمال قيام مواجهات مسلحة مع الجنوب كانت شبه مؤكدة بسبب تورطه في اغتيال الرئيس أحمد الغشمي، وهو ما يقتضي بقاء السلطة بيد العسكر 
في بداية حكمه كانت بعض قطاعات الجيش لا تدين له بالولاء حيث كانت الاتجاهات الفكرية والقومية واليسارية قد تغلغلت في أوساط الوحدات العسكرية، فيما كان الكثير من الضباط والجنود يدينون بالولاء للرئيس السابق إبراهيم الحمدي، بعد أقل من ثلاثة أشهر من توليه السلطة، تورطت بعض الوحدات العسكرية في ترتيب انقلاب عسكري ناصري في 1978، ولكنه فشل سريعاً لعدم فاعليتها في المواجهة المسلحة واتخذ قرار في 10 أغسطس 1978 بإعدام ثلاثين شخصا متهمين بالانقلاب 
منذ صعوده أجرى عملية تغيير واسعة في القوات المسلحة شملت الكم والكيف والإعداد القتالي والمعنوي والولاء السياسي، والشكل والمضمون القيادي، وتمحورت عملية التغيير حول تسليم أهم المناصب القيادية على مستوى القوى والمناطق والوحدات العسكرية لأقربائه وأفراد أسرته وأبناء قبيلته، مع أن نص المادة 40 في الدستور اليمني تقول: 
| ” | يحظر تسخير القوات المسلحة والأمن والشرطة وأية قوات أخرى لصالح حزب أو فرد أو جماعة، ويجب صيانتها من كل صور التفرقة الحزبية والعنصرية والطائفية والمناطقية والقبلية، وذلك ضمانا لحيادها وقيامها بمهامها الوطنية على الوجه الأمثل، ويحظر الانتماء والنشاط الحزبي فيها وفقا للقانون. | “ |

اعتمد صالح في بداية حكمه على عدد من الوحدات العسكرية التي يقودها أقرباؤه وفي المقدمة منها الفرقة الأولى مدرع والتي ظلت حتى 2012 تحت قيادة علي محسن الأحمر، أحد أهم العسكريين والذي تولى إحباط الانقلاب الناصري، إلا أنه بعد ذلك اتجه لبناء وحدة عسكرية أخرى هي قوات الحرس الجمهوري بقيادة الرائد (لواء في ما بعد) علي صالح الأحمر، الأخ غير الشقيق لصالح، وكانت مهمة الحرس تأمين دار الرئاسة وتنقلات الرئيس، وجرى توسيع وتطوير تلك القوات حتى أصبحت جيشاً قائماً بذاته لتشمل كافة مناطق اليمن وأنشئت وحدات جديدة تابعة لها أطلق عليها الحرس الخاص والقوات الخاصة (التي حظيت بدعم أميركي مباشر وقوي)، وجمعت كلها تحت قيادة واحدة أسندها صالح مؤخراً إلى نجله أحمد بعد عزل علي صالح الأحمر من قيادتها.
وتم إنشاء وحدات عسكرية جديدة أهمها: اللواء الثامن صاعقة، الدفاع الجوي، الدفاع الساحلي، واتسعت ألوية المشاة وتسلم قيادة معظمها أقرباء وأبناء قبيلته وصار الرأس القائد لتلك التكوينات على النحو التالي:
1. الفرقة الأولى مدرع، علي محسن الأحمر، من قبيلة وقرية الرئيس السابق صالح.[34]
2. القوات الجوية، الرائد (لواء في ما بعد) محمد صالح الأحمر، أخ غير شقيق للرئيس السابق صالح.
3. الدفاع الجوي، محمد علي محسن الأحمر من قرية الرئيس السابق صالح.
4. اللواء الثالث مشاة مدعم بقيادة الرائد عبد الله القاضي، من قبيلة صالح.
5. اللواء 130 مشاة مدعم، بقيادة الرائد عبد الله فرج من قبيلة صالح.
6. معسكر خالد، وفيه قوة عسكرية ضاربة بقيادة الرائد أحمد فرج ثم الرائد صالح الظنين، والاثنين من قبيلة صالح.
7. اللواء الثامن صاعقة، بقيادة الرائد محمد إسماعيل، من قبيلة صالح.
8. اللواء 56 المقدم، بقيادة أحمد إسماعيل علي أبو حورية من قبيلة صالح.
9. اللواء الأول مشاة، بقيادة الرائد مهدي مقولة، من قبيلة صالح، ثم تولى أركان حرب الشرطة العسكرية ثم قيادة الحرس الخاص.
10. قوات الأمن المركزي اليمني، وهي قوة ضاربة تتشكل من أكثر من عشرة ألوية تتمتع باستقلالية عن وزارة الداخلية، تسلم قيادتها المقدم محمد عبد الله صالح الشقيق الأكبر للرئيس، وورثه ابنه العقيد يحيى محمد عبد الله صالح الذي شغل منصب أركان حرب الأمن المركزي، حيث تمتع بنفوذ حقيقي يفوق بكثير نفوذ قائد الأمن المركزي العميد عبد الملك الطيب.[35]
11. وأخيرا تشكل الأمن القومي اليمني وهو أمن مخابرات يتبع رئاسة الجمهورية اليمنية له مراكز الاحتجاز الخاصة به الغير مُعلنة والخارجه عن إطار القانون اليمني [36] وكان بقيادة عمار يحيى محمد عبد الله صالح. ابن أخ الرئيس السابق صالح.[37]

بدأ الجيش في الشمال يشهد مرحلة بناء جديدة تحت قيادة واحدة تدين بالولاء المطلق للرئيس صالح لأن معظمها من أقاربه وأبناء منطقته أو غير مسيسين ، مستفيدا من حالة الاستقرار الكبيرة نسبيا في فترة الثمانينيات، وتلاشي الأخطار الداخلية.

## التقسيم الإداري

التقسيم الإداري للجمهورية العربية اليمنية

كانت اليمن مقسمة إلى ثمان ألوية في عهد المملكة المتوكلية اليمنية، واستمر العمل بها حتى السبعينيات وهي كالتالي:
- لواء صنعاء
- لواء الحديدة
- لواء صعدة
- لواء حجة
- لواء رداع
- لواء تعز
- لواء البيضاء
- لواء إب

وسمي حاكم اللواء محافظاً، وفي السنوات الأخيرة استبدلت النواحي بالأقضية وصار العامل يدعى مدير الناحية.

## التسلسل التاريخي للتطورات السياسية
| التاريخ   | السنة | الحدث |
| --------- | ----- | --- |
| 26 سبتمبر | 1962  | قيام ثورة 26 سبتمبر في الشمال ضد الحكم الإمامي، وإعلان قيام الجمهورية العربية اليمنية (اليمن الشمالي) برئاسة عبد الله السلال، مما يشعل حربا أهلية بين الجمهوريين الذين تساندهم مصر والملكيين الذين تساندهم السعودية. |
| 5 نوفمبر  | 1967  | انقلاب أبيض ضد عبد الله السلال، وإقصاؤه وتولى السلطة مجلس رئاسي من ثلاث شخصيات، برئاسة القاضي عبد الرحمن الإرياني.                                                                                                   |
| 7 فبراير  | 1968  | نهاية حصار صنعاء وانتصار القوات الجمهورية |
| 13 يونيو  | 1974  | انقلاب أبيض عسكري وتولي المقدم إبراهيم الحمدي السلطة. |
| 11 أكتوبر | 1977  | اغتيال إبراهيم الحمدي، وتولى العقيد أحمد حسين الغشمي السلطة. |
| 24 يونيو  | 1978  | اغتيال أحمد حسين الغشمي، وتولى العقيد علي عبد الله صالح الحكم. |
| 22 مايو   | 1990  | الوحدة مع اليمن الجنوبي. |

## قائمة الرؤساء
| م                                | الاسم               | بداية الفترة   | نهاية الفترة   |
| -------------------------------- | ------------------- | -------------- | -------------- |
| 1                                | عبد الله السلال     | 26 سبتمبر 1962 | 5 نوفمبر 1967  |
| 2                                | عبد الرحمن الإرياني | 5 نوفمبر 1967  | 13 يونيو 1974  |
| 3                                | إبراهيم الحمدي      | 13 يونيو 1974  | 11 أكتوبر 1977 |
| 4                                | أحمد الغشمي         | 11 أكتوبر 1977 | 24 يونيو 1978  |
| 5                                | عبد الكريم العرشي   | 24 يونيو 1978  | 18 يوليو 1978  |
| 6                                | علي عبدالله صالح    | 18 يوليو 1978  | 22 مايو 1990   |
| قيام الوحدة اليمنية 22 مايو 1990 |                     |                |                |

## اقرأ أيضًا
- تاريخ اليمن
- المملكة المتوكلية اليمنية
- حرب الجبهة